# ヴィルヘルム・ゼバスティアン・フォン・ベリンク

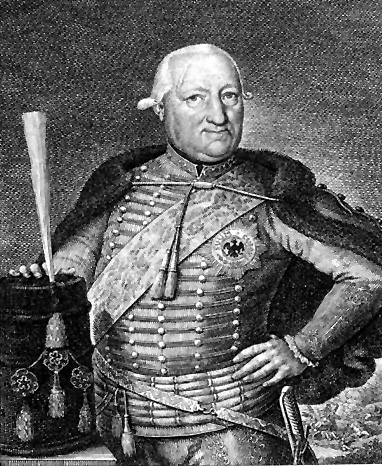
ヴィルヘルム・ゼバスティアン・フォン・ベリンク

ヴィルヘルム・ゼバスティアン・フォン・ベリンク（Wilhelm Sebastian von Belling、1719年2月15日、パウルスドルフ (Pawłowo, Kwidzyn County) 、東プロイセン - 1779年11月28日、シュトルプ、ポンメルン）は、プロイセン王国のフザールの指揮官。フリードリヒ大王の配下でも、最も著名な騎兵中将の1人であった。
彼はヨハン・アブラハム・フォン・ベリンク（Johann Abraham von Belling)中佐（1755年没）とカタリーナ・フォン・コスポート（Katharina von Kospoth）の息子であった。またファルツ継承戦争中の1689年、ボンの攻囲戦で戦没したブランデンブルクの少将、ヨハン・ゲオルク・フォン・ベリンク (de:Johann Georg von Belling) は祖父にあたる。

## 生涯

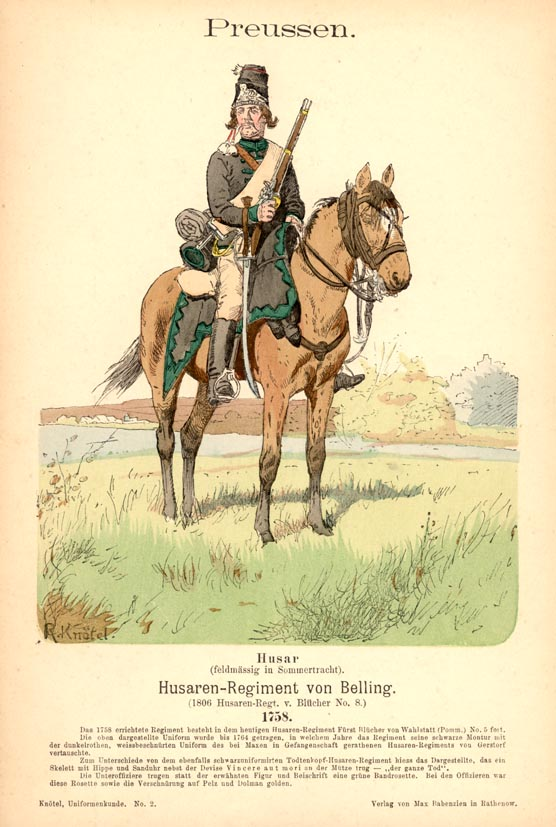
「ベリンク」フザール連隊の騎兵（1758年の服装）

ベリンクは、1277年に初めて文献に登場し、ポンメルンのイゥッカーミュンデ (Ueckermünde) 近郊、ベリン（Bellin）村を根拠地とする旧家に生まれた。一族のクリストフ・フォン・ベリンク（Christoph von Belling）という人物が、1595年、ブランデンブルク選帝侯ヨハン・ゲオルクによって騎兵大尉 (de:Rittmeister) に任命されている。また大トルコ戦争 (Great Turkish War) 中の1685年、ブランデンブルクの大佐、ヨハン・ゲオルク・フォン・ベリンクはブダで戦死した。
七年戦争の間、ベリンク家からは23名の軍人がプロイセン軍 (Prussian Army) に仕えているが、そのうち20名が戦没している。
ベリンクは1719年、東プロイセン、パウルスドルフの荘園で生まれ、1737年に准尉 (de:Fähnrich) としてコルベルク (Kołobrzeg) で入営した。その時は、身長が低かったので守備大隊への配属しか許されなかった。しかし1739年、国王フリードリヒ・ヴィルヘルム1世は彼を、当時東プロイセンで倍増させていたフザール中隊の騎兵准尉 (de:Kornett) に抜擢する。1741年になると、彼はフザール部隊の増設に伴い、少尉に昇進して「ヨアヒム・フォン・ツィーテン」フザール連隊 (de:Husarenregiment Joachim von Zieten) に配属され、モルヴィッツ、ホーエンフリートベルクそしてケッセルスドルフで戦った。
1749年から少佐に昇進すると、ベリンクはプラハの戦いやコリンの戦いに参加して1757年、プール・ル・メリット勲章を授かる。1758年、フリードリヒ大王が弟のハインリヒ公子に、ザクセンにおける兵力増強のためフザール大隊の新設を認めた時、王は公子のもとへその指揮官として、中佐に昇進したベリンクを送った。この新しいフザール部隊は黒い制服に緑色の紐を飾り、そのハンガリー風の制帽には、砂時計と鎌を手に横たわる骸骨と、「勝つか死すか[1] (de:vincere, aut mori) 」という標語があしらってあった。そして「黒いフザール」として、急速に大きな名声を博していったのである。
ベリンクがなおも参加できた会戦は、クーネルスドルフの戦いとフライベルクの戦いの2つのみであったが、より小規模な戦いにおいて一層その勇気と練達を示した。
また1759年、パスベルク（Paßberg）と呼ばれる地で神聖ローマ帝国の2個連隊を大砲3門、軍旗4本とともに捕え、その功によりフリードリヒ大王から大佐に任命された。
1759年から1761年にかけてベリンクは、ポンメルンとメクレンブルク (Mecklenburg) で指揮下のフザール連隊ならびに幾つかの歩兵大隊、総勢約5,000名を率いてスウェーデン王国の全軍に対抗し、その作戦全てを遅滞させた。その頃、スウェーデン軍に仕えるフザールだったブリュッヒャー准尉は偵察中に捕えられる。ベリンクはこの若いユンカーと姻戚関係にあったため、彼を捕虜として扱わず、自身の連隊に加わるよう説得している[2]。
ベリンクは1762年に少将、そして1776年に中将に昇進した。続いて1778年、「ジャガイモ戦争」とも呼ばれたバイエルン継承戦争におけるボヘミア侵攻の折、経由地のトレンシュタイン（Tollenstein）とガーベル（Gabel）でオーストリア軍の2個大隊が捕縛された時、彼はフリードリヒ大王から黒鷲章 (Order of the Black Eagle) と1000ターラーの昇給を賜るほど著しい活躍を見せた。
帰国すると、ベリンクはシュトルプで平時の守備隊指揮官に就任し、間もなく没した。

## 家族
1747年以降、ベリンクはヴェスター（Wester）出身のカタリーナ・エリザベート・フォン・グラーボウ（Katharina Elisabeth von Grabow、1774年没）と結婚生活を営んでいた。この夫婦は下記の子女を儲けている。
- カール (1748年–1846年)
- アンナ・ドロテア (1747年–1818年)、プロイセンの騎兵大将、フリードリヒ・フォン・ゲッキンク (Friedrich von Goeckingk)  (1738年–1813年) と結婚。
- フリードリヒ・ヴィルヘルム・フェルディナント・ルートヴィヒ（1777年に認知。）